# 서울개봉초등학교
서울개봉초등학교는 대한민국 서울특별시 구로구 개봉동에 있는 공립 초등학교이다.

## 학교 연혁
- 1971년 12월 4일: 서울개봉국민학교 개교(설립인가 9월 1일, 초대 교장 이영규, 고척 & 오류국교에서 분리)
- 1984년 3월 1일: 서울개명초등학교 분리
- 1996년 3월 1일: 서울개봉초등학교로 교명 변경
- 1998년 9월 1일: 서울개웅초등학교 분리

## 참고 자료
- 서울개봉초등학교 - 한국교육학술정보원 학교알리미